# Lijst van vulkanen in Armenië
Dit is een lijst van vulkanen in Armenië.

## Lijst
| Naam             | Hoogte         | Coördinaten            | Laatste uitbarsting       |
| ---------------- | -------------- | ---------------------- | ------------------------- |
| Aragats          | 4095 m         | 40° 32′ NB, 44° 12′ OL | onbekend                  |
| Dar-Alages       | 3329 m         | 39° 42′ NB, 45° 33′ OL | 2000 v.Chr. ± 1000 jaar   |
| Geghama          | 3579 m         | 40° 17′ NB, 44° 45′ OL | 1900 v.Chr. (± 1000 jaar) |
| Mets Ishkhanasar | 3552 m         | 39° 35′ NB, 46° 11′ OL | onbekend                  |
| Oughtasar        | 3500 m         | 39° 41′ NB, 46° 2′ OL  | onbekend                  |
| Porak            | 2800 m         | 40° 1′ NB, 45° 47′ OL  | 740 of 778 v.Chr.         |
| Spitaksar        | 3555 of 3560 m | 40° 7′ NB, 45° 0′ OL   | onbekend                  |
| Tskhouk-Karckar  | 3000+ m        | 39° 44′ NB, 46° 1′ OL  | 3000 v.Chr. ± 300 jaar    |